# Marco Minnaard
Marco Minnaard (Wemeldinge, Kapelle, 11 d'abril de 1989) és un ciclista neerlandès, professional des del 2014 i actualment a l'equip Wanty-Groupe Gobert.

## Palmarès
- 2017
  - 1r al Roine-Alps Isera Tour

### Resultats al Tour de França
- 2017. 40è de la classificació general
- 2018. 64è de la classificació general